# Faillo di Crotone
Faillo di Crotone (in greco antico: Φάϋλλος?, Fáÿllos; Crotone, VI secolo a.C. – dopo il 480 a.C.) è stato un atleta e militare greco antico.

## Biografia

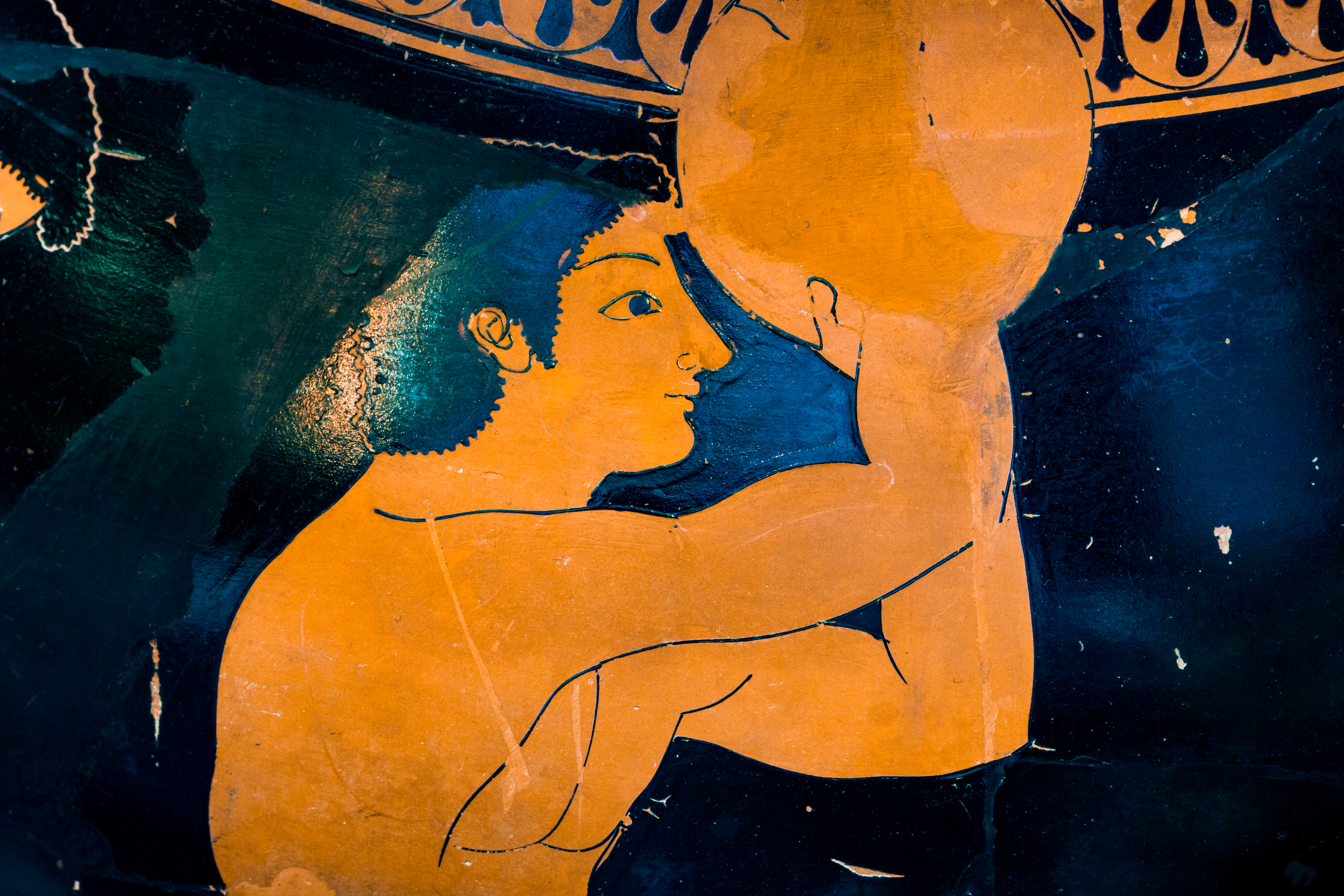
"Phaylos" nel vaso nell'Antikensammlungen di Monaco

Faillo ottenne tre vittorie ai Giochi pitici, due nel pentathlon e una nella corsa dello stadio, mentre ai giochi di Olimpia non conseguì vittorie.
In quel periodo si trovava con i suoi compaesani ad Olimpia per disputare i classici agoni. In quella situazione di enorme difficoltà per l'Ellade, gli Ateniesi e gli Spartani inviarono varie ambascerie nelle colonie ma ricevettero il diniego di tutti, addirittura il tiranno di Siracusa Gelone offrì le sue 300 trireme a patto che la conduzione dell'intera flotta greca andasse a lui ma erano pretese che non potevano avere un seguito. Allora Faillo e i Crotoniati abili atleti a quel tempo sposarono la causa ed equipaggiarono una nave a loro spese e offrirono un notevole e prezioso contributo nella battaglia di Salamina del 23 settembre 480 a.C. 
Tant'è che lo storico Erodoto nel VIII libro delle Storie così scrive: "Dei popoli che vivono fuori da questi limiti, gli unici ad aiutare la Grecia in pericolo furono i crotoniati, con una nave comandata da Faillo, tre volte vincitore ai giuochi pitici. I crotoniati sono di stirpe achea".
Dopo l'impresa e il trionfo dei Greci sugli invasori Persiani, venne eretta a Delfi nel recinto sacro di Apollo una sua statua, e poi nella battaglia di Gaugamela del 1º ottobre del 331 a.C. che oppose trionfalmente Alessandro il Grande ai Persiani di re Dario III, venne inviato dell'oro a Crotone per riconoscenza della battaglia navale del secolo precedente.
Poi nel 1889 venne rinvenuta ad Atene presso il Partenone un'iscrizione che l'esegeta Moretti nel 1953 così tradusse: "... Phayllos dedicò, tre volte vincitore nell'agone pitico e vincitore delle navi che l'Asia spedì (contro la Grecia)".
Phayllos è anche uno dei pochi atleti antichi di cui abbiamo una rappresentazione visiva poiché lo troviamo effigiato in alcuni vasi antichi il più famoso dei quali è un’anfora a figure rosse del pittore Euthymides, oggi all'Antikensammlungen di Monaco di Baviera. A Crotone, nel museo archeologico nazionale di Capo Colonna si conserva anche un frammento d'ancora con dedica di Phayllos a Zeus Meilichios.

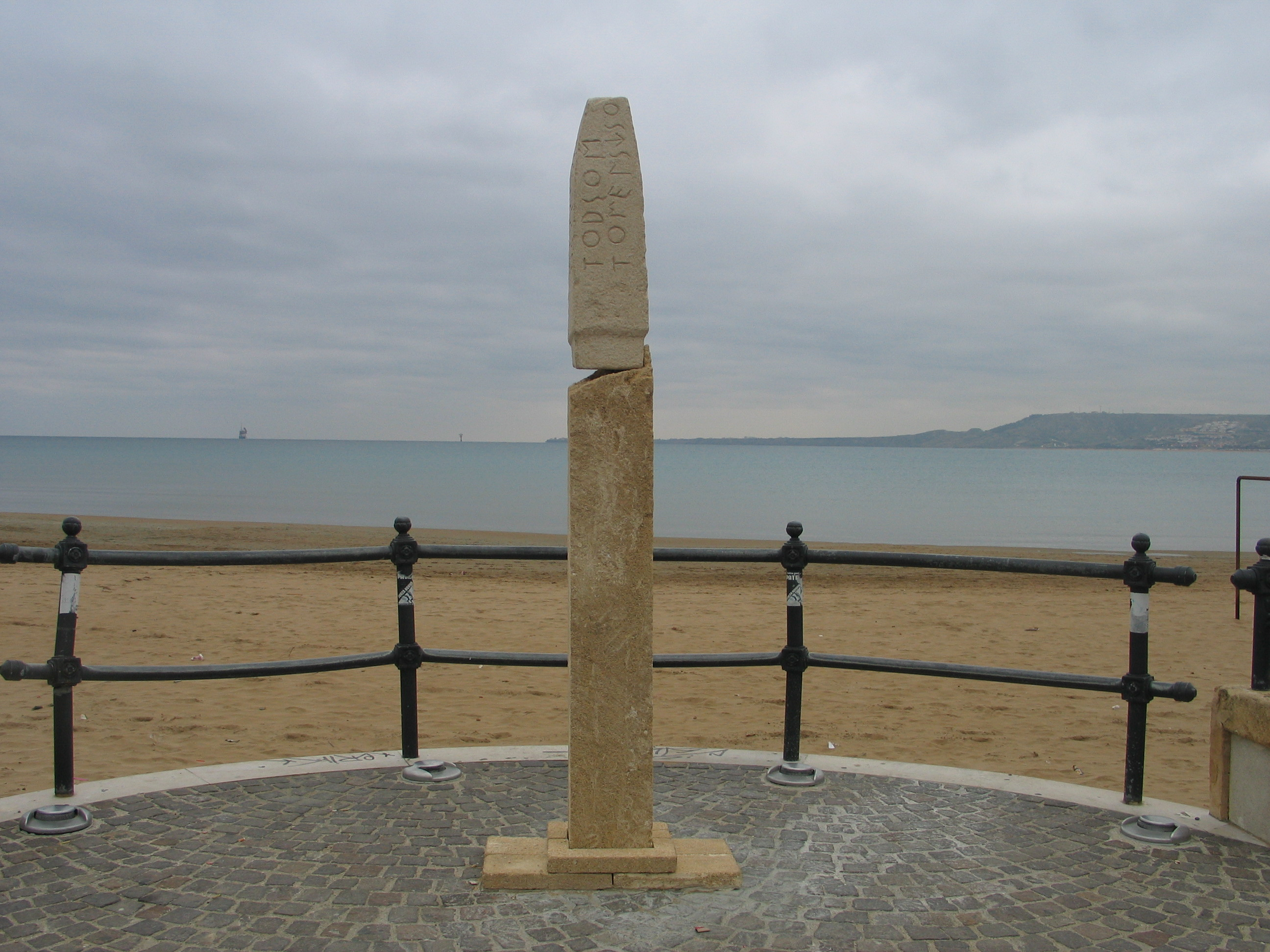
Monumento dedicato al reperto "Il Ceppo d'Ancora di Phayllos" - Artista Luigi Basile

## Monumenti
- Monumento dedicato al reperto "Ceppo d'ancora di Phayllos" realizzato dall'artista Luigi Basile sul lungomare Antonio Gramsci di Crotone.